# Santuario nazionale di Cristo Re
Il santuario nazionale di Cristo Re o, semplicemente, il Cristo Re, è un santuario portoghese che si trova a Pragal, un'ex-freguesia della città di Almada, che a sua volta fa parte della Grande Lisbona.
È famoso perché alle sue spalle si trova una colossale statua del Cristo Re, ispirata al Cristo del Corcovado di Rio de Janeiro, progettata dall'architetto António Lino, realizzata da Francisco Franco de Sousa ed inaugurata il 17 maggio 1959. La base della statua ha la forma di una porta ed è alta 75 metri e al di sopra di questa si trova la statua di 28 metri del Cristo Re.
La statua venne fatta realizzare durante la dittatura portoghese di Salazar per ringraziare Dio per aver risparmiato il Portogallo dagli orrori della seconda guerra mondiale.